# Семенівка (Кропивницький район)
Семені́вка — село в Україні, в Компаніївській селищній громаді Кропивницького району Кіровоградської області. Населення становить 225 осіб. До 2020 орган місцевого самоврядування — Гарманівська сільська рада.
В селі бере початок річка Саваклій.

## Населення
Згідно з переписом УРСР 1989 року чисельність наявного населення села становила 219 осіб, з яких 103 чоловіки та 116 жінок.
За переписом населення України 2001 року в селі мешкало 227 осіб.

### Мова
Розподіл населення за рідною мовою за даними перепису 2001 року:
| Мова       | Відсоток |
| ---------- | -------- |
| українська | 80,89 %  |
| молдовська | 16,00 %  |
| російська  | 2,67 %   |
| білоруська | 0,44 %   |